# Éragny
Éragny är en kommun i departementet Val-d'Oise i regionen Île-de-France i norra Frankrike. Kommunen ligger i kantonen Cergy-Sud som tillhör arrondissementet Pontoise. År 2022 hade Éragny 18 723 invånare.

## Befolkningsutveckling
Antalet invånare i kommunen Éragny
| Referens: INSEE |